# 达戈贝尔特二世
圣达戈贝尔特二世（法語：Dagobert II，652年—679年12月23日），法兰克王国墨洛溫王朝的奧斯特拉西亞國王（676年—679年12月23日在位）。達戈貝爾特二世是奧斯特拉西亞國王西吉貝爾特三世與王后勃艮第的基姆内基尔德之子、克洛維二世之侄兒、克洛泰爾三世、希爾德里克二世及提烏德里克三世的堂兄弟，希爾德里克二世的妻比莉基尔德的兄長。

## 生平
奧斯特拉西亞宮相格里摩爾德在西吉貝爾特三世無嗣的時候，勸說西吉貝爾特三世收養格里摩爾德的兒子希爾德貝爾特為養子，但是其後，西吉貝爾特三世娶了勃艮第的基姆内基尔德，二人並生下達戈貝爾特二世及女兒比莉基尔德。
當西吉貝爾特三世於656年逝世後，格里摩爾德試圖篡奪奧斯特拉西亞王位，將當時只有7歲的達戈貝爾特二世剃度而令他失去王位繼承資格並送到在愛爾蘭的修道院，他的兒子希爾德貝爾特自立為國王。其後，王位輾轉落在堂兄弟希爾德里克二世的手上。當希爾德里克二世於675年被弒殺後，奧斯特拉西亞宮相武尔福阿尔德支持的達格貝爾特二世繼承奧斯特拉西亞王位，但是一些奧斯特拉西亞貴族支持克洛維三世以作對抗。此時，前任紐斯特里亞宮相埃布罗因從監禁的修道院逃出來，加入克洛維三世的黨派。克洛維三世在以喝采方式立為國王，其後不久便去世。達戈貝爾特二世終於在沒有對手的情況下即位為奧斯特拉西亞國王。因此變成武尔福阿尔德與重新成為紐斯特里亞宮相的埃布罗因相爭之勢。達戈貝爾特二世於679年在一次狩獵中被謀殺，可能是埃布罗因指使的 。不久，奧斯特拉西亞宮相武尔福阿尔德亦去世，埃斯塔勒的丕平在此沒有國王的情況下於680年成為宮相，奧斯特拉西亞自達戈貝爾特二世逝世後沒有國王直至687年赫斯塔的丕平接納提烏德里克三世兼任奧斯特拉西亞國王為止。
其後在斯特奈修道院出現了對達戈貝爾特二世崇拜的儀式，早於1068年被敬仰為“聖達戈貝爾特”。崇拜儀式從那裡蔓延到洛陶林吉奧和阿爾薩斯，聖達戈貝爾特其後被羅馬天主教會認可，就像他的父親和許多墨洛溫王朝的國王一樣，被羅馬天主教會封聖，聖日為12月23日。

## 家庭
達戈貝爾特在盎格魯-撒克遜王庭流亡時與盎格魯-撒克遜公主瑪蒂爾德結婚。